# Élections présidentielles sous la Cinquième République dans la Haute-Vienne
Depuis l'adoption de la Constitution de la Cinquième République française en 1958, dix élections présidentielles ont eu lieu afin d'élire le président de la République. Cette page présente les résultats de ces élections dans la Haute-Vienne.

## Synthèse des résultats du second tour
La Haute-Vienne vote traditionnellement plus à gauche que la France. Elle a en particulier placé François Mitterrand (59,99 %), Lionel Jospin (51,87 %) et Ségolène Royal (56,19 %) en tête au second tour des élections de 1974, 1995 et 2007. En 2012, François Hollande obtient plus de 12 points de plus qu'au niveau national. En 2017, Emmanuel Macron obtient près de 5 points de plus.
| année | Répartition des exprimés | Répartition des exprimés | Participation (% des inscrits) | Blancs ou nuls (% des votants) |

| 2022 | Emmanuel Macron (59,18 %) (France : 58,55 %) | Marine Le Pen (40,82 %) (France : 41,50 %) | 75,57 % (France : 71,99 %) | 9,37 % (France : 6,23 %) |

| 2017 | Emmanuel Macron (70,95 %) (France : 66,10 %) | Marine Le Pen (29,05 %) (France : 33,90 %) | 78,49 % (France : 77,77 %) | 2,73 % (France : 2,47 %) |

| 2012 | François Hollande (63,99 %) (France : 51,64 %) | Nicolas Sarkozy (36,01 %) (France : 48,36 %) | 84,51 % (France : 80,35 %) | 2,66 % (France : 5,82 %) |

| 2007 | Nicolas Sarkozy (43,81 %) (France : 53,06 %) | Ségolène Royal (56,19 %) (France : 46,94 %) | 86,76 % (France : 83,97 %) | 2,13 % (France : 4,20 %) |

| 2002 | Jacques Chirac (88,94 %) (France : 82,21 %) | J.-M. Le Pen (11,06 %) (France : 17,79 %) | 77,12 % (France : 79,71 %) | 5,11 % (France : 3,38 %) |

| 1995 | Jacques Chirac (48,13 %) (France : 52,64 %) | Lionel Jospin (51,87 %) (France : 47,36 %) | 83,01 % (France : 78,38 %) | 3,92 % (France : 2,81 %) |

| 1988 | François Mitterrand (62 %) (France : 54,02 %) | Jacques Chirac (38 %) (France : 45,98 % %) | 84,42 % (France : 81,35 %) | 2,9 % (France : 2,00 %) |

| 1981 | François Mitterrand (62,19 %) (France : 51,76 %) | Valéry Giscard d'Estaing (37,81 %) (France : 48,24 %) | 84,8 % (France : 81,09 %) | 1,79 % (France : 1,62 %) |

| 1974 | Valéry Giscard d'Estaing (40,01 %) (France : 50,81 %) | François Mitterrand (59,99 %) (France : 49,19 %) | 85,9 % (France : 84,23 %) | 1,32 % (France : 0,92 %) |

| 1969 | Georges Pompidou (59,28 %) (France : 58,21 %) | Alain Poher (40,72 %) (France : 41,79 %) | 77,64 % (France : 77,59 %) | 1,64 % (France : 1,29 %) |

| 1965 | Charles de Gaulle (44,4 %) (France : 55,20 %) | François Mitterrand (55,6 %) (France : 44,80 %) | 84,34 % (France : 84,75 %) | 1,24 % (France : 1,01 %) |

|  | ▲ |

## Résultats détaillés par scrutin

### 2022
Arrivé en tête du premier tour, le président sortant Emmanuel Macron (27,85 %) affronte Marine Le Pen (23,15 %), un duel identique à celui du scrutin de 2017. C'est la deuxième fois qu'un second tour opposant les mêmes candidats à deux scrutins présidentiels consécutifs a lieu après ceux où se sont affrontés Valéry Giscard d'Estaing et François Mitterrand en 1974 et 1981.
En troisième position avec 21,95 % des voix, Jean-Luc Mélenchon réalise le score le plus élevé de ses trois candidatures et arrive largement en tête de la gauche, mais échoue à accéder au second tour, avec environ 400 000 voix de moins que Marine Le Pen.
Une nouvelle fois, les partis politiques traditionnels sont absents du second tour, dans des proportions encore plus importantes que lors de la précédente élection. Le Parti socialiste et Les Républicains, représentés respectivement par Anne Hidalgo et Valérie Pécresse, s'effondrent avec des scores historiquement faibles et n'atteignent pas le seuil des 5 %, condition permettant d'être remboursé des frais de campagne.
Pour la première fois, les candidatures classées à l'extrême droite dépassent le seuil de 30 % des suffrages exprimés au premier tour tandis que les sondages d'opinion laissent annoncer un duel serré face au président sortant, la possibilité d'une victoire pour Marine Le Pen étant pour la première fois envisagée par ceux-ci.
Le second tour voit Emmanuel Macron l'emporter par 58,55 % des suffrages exprimés, permettant ainsi au président sortant d'entamer un second mandat. Le septennat ayant été aboli en 2000, il devient ainsi le premier président de la République française à être réélu pour un deuxième quinquennat, le deuxième président de la Cinquième République réélu hors période de cohabitation et le quatrième président de la Cinquième République réélu.
Dans la Haute-Vienne, Emmanuel Macron arrive en tête du premier tour avec 27,19% des exprimés, suivi de Marine Le Pen (22,44%), Jean-Luc Mélenchon (21,34%) et Éric Zemmour (5,34%). Au second tour, les électeurs ont voté à 59,18% pour Emmanuel Macron contre 40,82% pour Marine Le Pen avec un taux de participation de 75,57 % des inscrits.
| Candidats                | Candidats                | Partis                   | Premier tour | Premier tour | Second tour | Second tour |
| Candidats                | Candidats                | Partis                   | Voix         | %            | Voix        | %           |
| ------------------------ | ------------------------ | ------------------------ | ------------ | ------------ | ----------- | ----------- |
|                          | Emmanuel Macron          | LREM                     | 54 951       | 27,19        | 103 329     | 59,18       |
|                          | Marine Le Pen            | RN                       | 45 357       | 22,44        | 71 263      | 40,82       |
|                          | Jean-Luc Mélenchon       | LFI                      | 43 137       | 21,34        |             |             |
|                          | Éric Zemmour             | REC                      | 10 796       | 5,34         |             |             |
|                          | Jean Lassalle            | RES                      | 9 973        | 4,93         |             |             |
|                          | Valérie Pécresse         | LR                       | 9 544        | 4,72         |             |             |
|                          | Fabien Roussel           | PCF                      | 8 030        | 3,97         |             |             |
|                          | Yannick Jadot            | EELV                     | 7 877        | 3,90         |             |             |
|                          | Anne Hidalgo             | PS                       | 5 654        | 2,80         |             |             |
|                          | Nicolas Dupont-Aignan    | DLF                      | 3 555        | 1,76         |             |             |
|                          | Philippe Poutou          | NPA                      | 1 787        | 0,88         |             |             |
|                          | Nathalie Arthaud         | LO                       | 1 457        | 0,72         |             |             |
|                          |                          |                          |              |              |             |             |
| Votes valides            | Votes valides            | Votes valides            | 202 118      | 97,05        | 174 592     | 87,59       |
| Votes blancs             | Votes blancs             | Votes blancs             | 3 787        | 1,82         | 15 884      | 7,97        |
| Votes nuls               | Votes nuls               | Votes nuls               | 2 353        | 1,13         | 8 854       | 4,44        |
| Total                    | Total                    | Total                    | 208 258      | 100          | 199 330     | 100         |
| Abstention               | Abstention               | Abstention               | 55 484       | 21,04        | 64 447      | 24,43       |
| Inscrits / participation | Inscrits / participation | Inscrits / participation | 263 742      | 78,96        | 263 777     | 75,57       |

### 2017
Le premier tour de l'élection présidentielle de 2017 voit s'affronter onze candidats. Emmanuel Macron arrive en tête devant Marine Le Pen et tous deux se qualifient pour le second tour. Néanmoins, avec François Fillon et Jean-Luc Mélenchon, les scores des quatre candidats ayant recueilli le plus de voix sont serrés (4,43 points entre le 1er et le 4e). Pour la première fois, aucun des candidats des deux partis politiques pourvoyeurs jusque-là des présidents de la Ve République, n'est présent au second tour. Celui-ci se tient le dimanche 7 mai et se solde par la victoire d'Emmanuel Macron, avec un total de 20 753 798 bulletins de vote en sa faveur, soit 66,10 % des suffrages exprimés, face à la candidate du Front national, qui recueille 33,90 %. Le scrutin est néanmoins marqué par une forte abstention et par un record de votes blancs ou nuls.
Dans la Haute-Vienne, Emmanuel Macron arrive en tête du premier tour avec 26,67 % des exprimés, suivi de Jean-Luc Mélenchon (22,33 %), Marine Le Pen (18,2 %), François Fillon (15,6 %) et Benoît Hamon (7,74 %). Au second tour, les électeurs ont voté à 70,95 % pour Emmanuel Macron contre 29,05 % pour Marine Le Pen avec un taux de participation de 78,49 % des inscrits.
|             | EM          | Emmanuel Macron       | 55 577  | 26,67 %    | 126 418 | 70,95 %    |  |  |
|             | LFi         | Jean-Luc Mélenchon    | 46 549  | 22,33 %    |         |            |  |  |
|             | FN          | Marine Le Pen         | 37 937  | 18,2 %     | 51 763  | 29,05 %    |  |  |
|             | LR          | François Fillon       | 32 522  | 15,6 %     |         |            |  |  |
|             | PS          | Benoît Hamon          | 16 136  | 7,74 %     |         |            |  |  |
|             | DlF         | Nicolas Dupont-Aignan | 9 285   | 4,46 %     |         |            |  |  |
|             | RES         | Jean Lassalle         | 3 518   | 1,69 %     |         |            |  |  |
|             | NPA         | Philippe Poutou       | 3 044   | 1,46 %     |         |            |  |  |
|             | LO          | Nathalie Arthaud      | 1 850   | 0,89 %     |         |            |  |  |
|             | UPR         | François Asselineau   | 1 557   | 0,75 %     |         |            |  |  |
|             | SeP         | Jacques Cheminade     | 440     | 0,21 %     |         |            |  |  |
|             |             |                       |         |            |         |            |  |  |
|             |             |                       | Nombre  | % inscrits | Nombre  | % inscrits |  |  |
| Inscrits    | Inscrits    | Inscrits              | 266 322 |            | 266 309 |            |  |  |
| Abstentions | Abstentions | Abstentions           | 50 623  | 19,01 %    | 57 292  | 21,51 %    |  |  |
| Votants     | Votants     | Votants               | 215 699 | 80,99 %    | 209 017 | 78,49 %    |  |  |
|             |             |                       |         |            |         |            |  |  |
|             |             |                       |         | % votants  |         | % votants  |  |  |
| Blancs      | Blancs      | Blancs                | 4 404   | 1,65 %     | 19 958  | 7,49 %     |  |  |
| Nuls        | Nuls        | Nuls                  | 2 880   | 1,08 %     | 10 878  | 4,08 %     |  |  |
| Exprimés    | Exprimés    | Exprimés              | 208 415 | 78,26 %    | 178 181 | 66,91 %    |  |  |

### 2012
Hollande, désigné par le PS à la suite d'une primaire ouverte, devance Sarkozy dès le premier tour de l'élection présidentielle de 2012 : c'est la première fois qu'un président sortant est ainsi devancé. Au second tour, Sarkozy est battu mais par un écart plus faible qu'attendu.
Dans la Haute-Vienne, François Hollande arrive en tête du premier tour avec 35,9 % des exprimés, suivi de Nicolas Sarkozy (19,83 %), Marine Le Pen (16,44 %), Jean-Luc Mélenchon (14,36 %) et François Bayrou (7,89 %). Au second tour, les électeurs ont voté à 63,99 % pour François Hollande contre 36,01 % pour Nicolas Sarkozy avec un taux de participation de 84,58 % des inscrits.
|                | PS             | François Hollande     | 78 249  | 35,9 %     | 133 467 | 63,99 %    |  |  |
|                | UMP            | Nicolas Sarkozy       | 43 225  | 19,83 %    | 75 095  | 36,01 %    |  |  |
|                | FN             | Marine Le Pen         | 35 821  | 16,44 %    |         |            |  |  |
|                | FG             | Jean-Luc Mélenchon    | 31 304  | 14,36 %    |         |            |  |  |
|                | MoDem          | François Bayrou       | 17 189  | 7,89 %     |         |            |  |  |
|                | EELV           | Éva Joly              | 3 925   | 1,8 %      |         |            |  |  |
|                | DLF            | Nicolas Dupont-Aignan | 3 634   | 1,67 %     |         |            |  |  |
|                | NPA            | Philippe Poutou       | 2 641   | 1,21 %     |         |            |  |  |
|                | LO             | Nathalie Arthaud      | 1 435   | 0,66 %     |         |            |  |  |
|                | S&P            | Jacques Cheminade     | 516     | 0,24 %     |         |            |  |  |
|                |                |                       |         |            |         |            |  |  |
|                |                |                       | Nombre  | % inscrits | Nombre  | % inscrits |  |  |
| Inscrits       | Inscrits       | Inscrits              | 264 914 |            | 264 859 |            |  |  |
| Abstentions    | Abstentions    | Abstentions           | 41 025  | 15,49 %    | 40 843  | 15,42 %    |  |  |
| Votants        | Votants        | Votants               | 223 889 | 84,51 %    | 224 016 | 84,58 %    |  |  |
|                |                |                       |         |            |         |            |  |  |
|                |                |                       |         | % votants  |         | % votants  |  |  |
| Blancs ou nuls | Blancs ou nuls | Blancs ou nuls        | 5 950   | 2,66 %     | 15 454  | 6,9 %      |  |  |
| Exprimés       | Exprimés       | Exprimés              | 217 939 | 97,34 %    | 208 562 | 97,34 %    |  |  |

### 2007
Au premier tour de l'élection présidentielle de 2007, Sarkozy réussit à capter une partie des voix de Le Pen et arrive largement en tête. Royal est la première femme qualifiée pour le second tour d'une élection présidentielle. Elle est battue avec une avance de 6 points.
Dans la Haute-Vienne, Ségolène Royal arrive en tête du premier tour avec 31,46 % des exprimés, suivie de Nicolas Sarkozy (25,1 %), François Bayrou (17,76 %), Jean-Marie Le Pen (8,56 %) et Olivier Besancenot (5,49 %). Au second tour, les électeurs ont voté à 43,81 % pour Nicolas Sarkozy contre 56,19 % pour Ségolène Royal avec un taux de participation de 87,28 % des inscrits.
|                | PS             | Ségolène Royal       | 71 025  | 31,46 %    | 123 518 | 56,19 %    |  |  |
|                | UMP            | Nicolas Sarkozy      | 56 671  | 25,1 %     | 96 295  | 43,81 %    |  |  |
|                | UDF            | François Bayrou      | 40 087  | 17,76 %    |         |            |  |  |
|                | FN             | Jean-Marie Le Pen    | 19 320  | 8,56 %     |         |            |  |  |
|                | LCR            | Olivier Besancenot   | 12 388  | 5,49 %     |         |            |  |  |
|                | GPA            | Marie-George Buffet  | 7 152   | 3,17 %     |         |            |  |  |
|                | MPF            | Philippe de Villiers | 5 219   | 2,31 %     |         |            |  |  |
|                | LO             | Arlette Laguiller    | 3 352   | 1,48 %     |         |            |  |  |
|                | Les Verts      | Dominique Voynet     | 3 208   | 1,42 %     |         |            |  |  |
|                | CPNT           | Frédéric Nihous      | 3 193   | 1,41 %     |         |            |  |  |
|                | SE             | José Bové            | 3 045   | 1,35 %     |         |            |  |  |
|                | CNRSP          | Gérard Schivardi     | 1 105   | 0,49 %     |         |            |  |  |
|                |                |                      |         |            |         |            |  |  |
|                |                |                      | Nombre  | % inscrits | Nombre  | % inscrits |  |  |
| Inscrits       | Inscrits       | Inscrits             | 265 865 |            | 265 881 |            |  |  |
| Abstentions    | Abstentions    | Abstentions          | 35 189  | 13,24 %    | 33 809  | 12,72 %    |  |  |
| Votants        | Votants        | Votants              | 230 676 | 86,76 %    | 232 072 | 87,28 %    |  |  |
|                |                |                      |         |            |         |            |  |  |
|                |                |                      |         | % votants  |         | % votants  |  |  |
| Blancs ou nuls | Blancs ou nuls | Blancs ou nuls       | 4 911   | 2,13 %     | 12 259  | 5,28 %     |  |  |
| Exprimés       | Exprimés       | Exprimés             | 225 765 | 97,87 %    | 219 813 | 94,72 %    |  |  |

### 2002
Après cinq années de cohabitation, un duel est attendu entre Chirac et le Premier ministre Jospin lors de l'élection présidentielle de 2002, mais, à la surprise générale, ce dernier est devancé par Le Pen au premier tour. Au second tour, Chirac bénéficie du ralliement de la gauche et reçoit un score sans précédent. Il s'agit de la première élection pour un mandat de cinq ans et non plus sept.
Dans la Haute-Vienne, Jacques  Chirac arrive en tête du premier tour avec 21,82 % des exprimés, suivi de Lionel  Jospin (19,68 %), Jean-Marie  Le Pen (11,2 %), Arlette Laguiller (7,45 %) et Robert  Hue (5,64 %). Au second tour, les électeurs ont voté à 88,94 % pour Jacques  Chirac contre 11,06 % pour Jean-Marie  Le Pen avec un taux de participation de 83,89 % des inscrits.
|                | RPR            | Jacques Chirac          | 41 677  | 21,82 %    | 182 431 | 88,94 %    |  |  |
|                | PS             | Lionel Jospin           | 37 587  | 19,68 %    |         |            |  |  |
|                | FN             | Jean-Marie Le Pen       | 21 393  | 11,2 %     | 22 694  | 11,06 %    |  |  |
|                | LO             | Arlette Laguiller       | 14 233  | 7,45 %     |         |            |  |  |
|                | PC             | Robert Hue              | 10 764  | 5,64 %     |         |            |  |  |
|                | LCR            | Olivier Besancenot      | 10 431  | 5,46 %     |         |            |  |  |
|                | MC             | Jean-Pierre Chevènement | 10 049  | 5,26 %     |         |            |  |  |
|                | CPNT           | Jean Saint-Josse        | 10 000  | 5,24 %     |         |            |  |  |
|                | UDF            | François Bayrou         | 8 788   | 4,6 %      |         |            |  |  |
|                | Les Verts      | Noël Mamère             | 8 436   | 4,42 %     |         |            |  |  |
|                | DL             | Alain Madelin           | 5 012   | 2,62 %     |         |            |  |  |
|                | PRG            | Christiane Taubira      | 3 389   | 1,77 %     |         |            |  |  |
|                | MNR            | Bruno Mégret            | 3 332   | 1,74 %     |         |            |  |  |
|                | Cap21          | Corinne Lepage          | 3 127   | 1,64 %     |         |            |  |  |
|                | FRS            | Christine Boutin        | 1 750   | 0,92 %     |         |            |  |  |
|                | PT             | Daniel Gluckstein       | 1 001   | 0,52 %     |         |            |  |  |
|                |                |                         |         |            |         |            |  |  |
|                |                |                         | Nombre  | % inscrits | Nombre  | % inscrits |  |  |
| Inscrits       | Inscrits       | Inscrits                | 260 952 |            | 260 919 |            |  |  |
| Abstentions    | Abstentions    | Abstentions             | 59 701  | 22,88 %    | 42 035  | 16,11 %    |  |  |
| Votants        | Votants        | Votants                 | 201 251 | 77,12 %    | 218 884 | 83,89 %    |  |  |
|                |                |                         |         |            |         |            |  |  |
|                |                |                         |         | % votants  |         | % votants  |  |  |
| Blancs ou nuls | Blancs ou nuls | Blancs ou nuls          | 10 282  | 5,11 %     | 13 759  | 6,29 %     |  |  |
| Exprimés       | Exprimés       | Exprimés                | 190 969 | 94,89 %    | 205 125 | 93,71 %    |  |  |

### 1995
Après une nouvelle cohabitation et alors que la droite est particulièrement divisée entre Chirac et le Premier ministre Balladur, Jospin réussit à arriver en tête au premier tour de l'élection présidentielle de 1995, malgré la très lourde défaite de la gauche aux législatives de 1993. Au second tour, il est battu par Chirac.
Dans la Haute-Vienne, Jacques Chirac arrive en tête du premier tour avec 28,8 % des exprimés, suivi de Lionel Jospin (27,41 %), Robert Hue (13,76 %), Édouard Balladur (10,72 %) et Jean-Marie Le Pen (7,57 %). Au second tour, les électeurs ont voté à 51,87 % pour Lionel Jospin contre 48,13 % pour Jacques Chirac avec un taux de participation de 83,81 % des inscrits.
|                | RPR            | Jacques Chirac       | 60 450  | 28,8 %     | 99 912  | 48,13 %    |  |  |
|                | PS             | Lionel Jospin        | 57 533  | 27,41 %    | 107 691 | 51,87 %    |  |  |
|                | PC             | Robert Hue           | 28 891  | 13,76 %    |         |            |  |  |
|                | RPR            | Édouard Balladur     | 22 506  | 10,72 %    |         |            |  |  |
|                | FN             | Jean-Marie Le Pen    | 15 894  | 7,57 %     |         |            |  |  |
|                | LO             | Arlette Laguiller    | 10 429  | 4,97 %     |         |            |  |  |
|                | MPF            | Philippe de Villiers | 7 051   | 3,36 %     |         |            |  |  |
|                | Les Verts      | Dominique Voynet     | 6 617   | 3,15 %     |         |            |  |  |
|                | S&P            | Jacques Cheminade    | 543     | 0,26 %     |         |            |  |  |
|                |                |                      |         |            |         |            |  |  |
|                |                |                      | Nombre  | % inscrits | Nombre  | % inscrits |  |  |
| Inscrits       | Inscrits       | Inscrits             | 263 199 |            | 263 175 |            |  |  |
| Abstentions    | Abstentions    | Abstentions          | 44 722  | 16,99 %    | 42 619  | 16,19 %    |  |  |
| Votants        | Votants        | Votants              | 218 477 | 83,01 %    | 220 556 | 83,81 %    |  |  |
|                |                |                      |         |            |         |            |  |  |
|                |                |                      |         | % votants  |         | % votants  |  |  |
| Blancs ou nuls | Blancs ou nuls | Blancs ou nuls       | 8 563   | 3,92 %     | 12 953  | 5,87 %     |  |  |
| Exprimés       | Exprimés       | Exprimés             | 209 914 | 96,08 %    | 207 603 | 94,13 %    |  |  |

### 1988
Après deux ans de cohabitation, Mitterrand affronte le Premier ministre Chirac lors de l'élection présidentielle de 1988. Le Pen obtient au premier tour un score jusque-là sans précédent pour un parti d'extrême droite. Au second tour, Mitterrand est facilement réélu.
Dans la Haute-Vienne, François Mitterrand arrive en tête du premier tour avec 37,86 % des exprimés, suivi de Jacques Chirac (22,14 %), André Lajoinie (11,36 %), Raymond Barre (10,98 %) et Jean-Marie Le Pen (7,84 %). Au second tour, les électeurs ont voté à 62 % pour François Mitterrand contre 38 % pour Jacques Chirac avec un taux de participation de 87,21 % des inscrits.
|                | PS                    | François Mitterrand | 81 401  | 37,86 %    | 135 927 | 62 %       |  |  |
|                | RPR                   | Jacques Chirac      | 47 599  | 22,14 %    | 83 307  | 38 %       |  |  |
|                | PC                    | André Lajoinie      | 24 430  | 11,36 %    |         |            |  |  |
|                | SE                    | Raymond Barre       | 23 614  | 10,98 %    |         |            |  |  |
|                | FN                    | Jean-Marie Le Pen   | 16 852  | 7,84 %     |         |            |  |  |
|                | Communiste rénovateur | Pierre Juquin       | 8 710   | 4,05 %     |         |            |  |  |
|                | Les Verts             | Antoine Waechter    | 6 637   | 3,09 %     |         |            |  |  |
|                | LO                    | Arlette Laguiller   | 4 941   | 2,3 %      |         |            |  |  |
|                | MPT                   | Pierre Boussel      | 845     | 0,39 %     |         |            |  |  |
|                |                       |                     |         |            |         |            |  |  |
|                |                       |                     | Nombre  | % inscrits | Nombre  | % inscrits |  |  |
| Inscrits       | Inscrits              | Inscrits            | 262 298 |            | 262 264 |            |  |  |
| Abstentions    | Abstentions           | Abstentions         | 40 858  | 15,58 %    | 33 554  | 12,79 %    |  |  |
| Votants        | Votants               | Votants             | 221 440 | 84,42 %    | 228 710 | 87,21 %    |  |  |
|                |                       |                     |         |            |         |            |  |  |
|                |                       |                     |         | % votants  |         | % votants  |  |  |
| Blancs ou nuls | Blancs ou nuls        | Blancs ou nuls      | 6 411   | 2,9 %      | 9 476   | 4,14 %     |  |  |
| Exprimés       | Exprimés              | Exprimés            | 215 029 | 97,1 %     | 219 234 | 95,86 %    |  |  |

### 1981
Lors de l'élection présidentielle de 1981, Giscard d'Estaing arrive en tête au premier tour et affronte, comme la fois précédente, Mitterrand. Pour la première fois, un président sortant est battu : Mitterrand devient le premier président de gauche de la Ve République.
Dans la Haute-Vienne, François Mitterrand arrive en tête du premier tour avec 25,89 % des exprimés, suivi de Georges Marchais (24,27 %), Jacques Chirac (23,21 %), Valéry Giscard d'Estaing (17,26 %) et Brice Lalonde (2,7 %). Au second tour, les électeurs ont voté à 59,99 % pour François Mitterrand contre 37,81 % pour Valéry Giscard d'Estaing avec un taux de participation de 88,44 % des inscrits.
|                | PS             | François Mitterrand      | 56 050  | 25,89 %    | 137 266 | 62,19 %    |  |  |
|                | PC             | Georges Marchais         | 52 547  | 24,27 %    |         |            |  |  |
|                | RPR            | Jacques Chirac           | 50 251  | 23,21 %    |         |            |  |  |
|                | UDF            | Valéry Giscard d'Estaing | 37 370  | 17,26 %    | 83 471  | 37,81 %    |  |  |
|                | MEP            | Brice Lalonde            | 5 844   | 2,7 %      |         |            |  |  |
|                | LO             | Arlette Laguiller        | 4 522   | 2,09 %     |         |            |  |  |
|                | MRG            | Michel Crépeau           | 4 145   | 1,91 %     |         |            |  |  |
|                | Divers droite  | Michel Debré             | 2 103   | 0,97 %     |         |            |  |  |
|                | Divers droite  | Marie-France Garaud      | 2 062   | 0,95 %     |         |            |  |  |
|                | PSU            | Huguette Bouchardeau     | 1 616   | 0,75 %     |         |            |  |  |
|                |                |                          |         |            |         |            |  |  |
|                |                |                          | Nombre  | % inscrits | Nombre  | % inscrits |  |  |
| Inscrits       | Inscrits       | Inscrits                 | 259 988 |            | 259 979 |            |  |  |
| Abstentions    | Abstentions    | Abstentions              | 39 530  | 15,2 %     | 30 066  | 11,56 %    |  |  |
| Votants        | Votants        | Votants                  | 220 458 | 84,8 %     | 229 913 | 88,44 %    |  |  |
|                |                |                          |         |            |         |            |  |  |
|                |                |                          |         | % votants  |         | % votants  |  |  |
| Blancs ou nuls | Blancs ou nuls | Blancs ou nuls           | 3 948   | 1,79 %     | 9 176   | 3,99 %     |  |  |
| Exprimés       | Exprimés       | Exprimés                 | 216 510 | 98,21 %    | 220 737 | 96,01 %    |  |  |

### 1974
L'élection présidentielle de 1974 est une élection anticipée à la suite de la mort de Pompidou. Mitterrand, candidat unique de la gauche, est largement en tête au premier tour devant Giscard d'Estaing, qui distance lui-même Chaban-Delmas. Au terme d'une campagne animée, marquée par un débat télévisé tendu, Giscard d'Estaing l'emporte avec une très courte avance.
Dans la Haute-Vienne, François Mitterrand arrive en tête du premier tour avec 53,53 % des exprimés, suivi de Valéry Giscard d'Estaing (24,06 %), Jacques Chaban-Delmas (14,57 %), Arlette Laguiller (3,14 %) et Jean Royer (2,14 %). Au second tour, les électeurs ont voté à 59,99 % pour François Mitterrand contre 40,01 % pour Valéry Giscard d'Estaing avec un taux de participation de 89,23 % des inscrits.
|                | PS             | François Mitterrand      | 105 315 | 53,53 %    | 122 311 | 59,99 %    |  |  |
|                | RI             | Valéry Giscard d'Estaing | 47 333  | 24,06 %    | 81 563  | 40,01 %    |  |  |
|                | UDR            | Jacques Chaban-Delmas    | 28 661  | 14,57 %    |         |            |  |  |
|                | LO             | Arlette Laguiller        | 6 175   | 3,14 %     |         |            |  |  |
|                | SE             | Jean Royer               | 4 212   | 2,14 %     |         |            |  |  |
|                | SE, écologiste | René Dumont              | 1 690   | 0,86 %     |         |            |  |  |
|                | FN             | Jean-Marie Le Pen        | 1 030   | 0,52 %     |         |            |  |  |
|                | FCR            | Alain Krivine            | 919     | 0,47 %     |         |            |  |  |
|                | MDSF           | Émile Muller             | 719     | 0,37 %     |         |            |  |  |
|                | NAR            | Bertrand Renouvin        | 319     | 0,16 %     |         |            |  |  |
|                | MFE            | Jean-Claude Sebag        | 266     | 0,14 %     |         |            |  |  |
|                |                |                          |         |            |         |            |  |  |
|                |                |                          | Nombre  | % inscrits | Nombre  | % inscrits |  |  |
| Inscrits       | Inscrits       | Inscrits                 | 232 088 |            | 232 162 |            |  |  |
| Abstentions    | Abstentions    | Abstentions              | 32 715  | 14,1 %     | 24 997  | 10,77 %    |  |  |
| Votants        | Votants        | Votants                  | 199 373 | 85,9 %     | 207 165 | 89,23 %    |  |  |
|                |                |                          |         |            |         |            |  |  |
|                |                |                          |         | % votants  |         | % votants  |  |  |
| Blancs ou nuls | Blancs ou nuls | Blancs ou nuls           | 2 625   | 1,32 %     | 3 291   | 1,59 %     |  |  |
| Exprimés       | Exprimés       | Exprimés                 | 196 748 | 98,68 %    | 203 874 | 98,41 %    |  |  |

### 1969
L'élection présidentielle de 1969 est une élection anticipée à la suite de la démission de De Gaulle. La gauche se lance désunie dans la course et, bien que Duclos (PCF) manque de le devancer, c'est le président par intérim Poher qui accède au second tour face à l'ex-Premier ministre Pompidou. Alors que Duclos refuse d'appeler à voter au second tour pour « bonnet blanc ou blanc bonnet », Pompidou est finalement largement élu.
Dans la Haute-Vienne, Georges Pompidou arrive en tête du premier tour avec 38,12 % des exprimés, suivi de Jacques Duclos (33,64 %), Alain Poher (15,47 %), Gaston Defferre (7,74 %) et Michel Rocard (3,06 %). Au second tour, les électeurs ont voté à 59,28 % pour Georges Pompidou contre 40,72 % pour Alain Poher avec un taux de participation de 66,04 % des inscrits.
|                | UDR            | Georges Pompidou | 66 486  | 38,12 %    | 77 159  | 59,28 %    |  |  |
|                | PC             | Jacques Duclos   | 58 677  | 33,64 %    |         |            |  |  |
|                | CD             | Alain Poher      | 26 981  | 15,47 %    | 53 001  | 40,72 %    |  |  |
|                | SFIO           | Gaston Defferre  | 13 497  | 7,74 %     |         |            |  |  |
|                | PSU            | Michel Rocard    | 5 341   | 3,06 %     |         |            |  |  |
|                | SE             | Louis Ducatel    | 1 930   | 1,11 %     |         |            |  |  |
|                | LC             | Alain Krivine    | 1 498   | 0,86 %     |         |            |  |  |
|                |                |                  |         |            |         |            |  |  |
|                |                |                  | Nombre  | % inscrits | Nombre  | % inscrits |  |  |
| Inscrits       | Inscrits       | Inscrits         | 228 404 |            | 228 238 |            |  |  |
| Abstentions    | Abstentions    | Abstentions      | 51 081  | 22,36 %    | 77 520  | 33,96 %    |  |  |
| Votants        | Votants        | Votants          | 177 323 | 77,64 %    | 150 718 | 66,04 %    |  |  |
|                |                |                  |         |            |         |            |  |  |
|                |                |                  |         | % votants  |         | % votants  |  |  |
| Blancs ou nuls | Blancs ou nuls | Blancs ou nuls   | 2 913   | 1,64 %     | 20 558  | 13,64 %    |  |  |
| Exprimés       | Exprimés       | Exprimés         | 174 410 | 98,36 %    | 130 160 | 86,36 %    |  |  |

### 1965
L'élection présidentielle de 1965 est la première élection au suffrage universel direct à la suite du référendum d'octobre 1962. De Gaulle est mis en ballottage, à la surprise générale, par Mitterrand, candidat unique de la gauche. La campagne du second tour est axée sur l'Europe et les relations internationales ainsi que sur l'armement nucléaire. De Gaulle est finalement réélu avec une large avance.
Dans la Haute-Vienne, François Mitterrand arrive en tête du premier tour avec 46,15 % des exprimés, suivi de Charles de Gaulle (39,47 %), Jean Lecanuet (7,39 %), Jean-Louis Tixier-Vignancour (3,75 %) et Pierre Marcilhacy (2,16 %). Au second tour, les électeurs ont voté à 55,6 % pour François Mitterrand contre 44,4 % pour Charles de Gaulle avec un taux de participation de 85,36 % des inscrits.
|                | CIR            | François Mitterrand          | 87 191  | 46,15 %    | 105 539 | 55,6 %     |  |  |
|                | UNR            | Charles de Gaulle            | 74 573  | 39,47 %    | 84 291  | 44,4 %     |  |  |
|                | MRP            | Jean Lecanuet                | 13 959  | 7,39 %     |         |            |  |  |
|                | SE             | Jean-Louis Tixier-Vignancour | 7 093   | 3,75 %     |         |            |  |  |
|                | PLE            | Pierre Marcilhacy            | 4 084   | 2,16 %     |         |            |  |  |
|                | SE             | Marcel Barbu                 | 2 013   | 1,07 %     |         |            |  |  |
|                |                |                              |         |            |         |            |  |  |
|                |                |                              | Nombre  | % inscrits | Nombre  | % inscrits |  |  |
| Inscrits       | Inscrits       | Inscrits                     | 226 817 |            | 226 759 |            |  |  |
| Abstentions    | Abstentions    | Abstentions                  | 35 529  | 15,66 %    | 33 198  | 14,64 %    |  |  |
| Votants        | Votants        | Votants                      | 191 288 | 84,34 %    | 193 561 | 85,36 %    |  |  |
|                |                |                              |         |            |         |            |  |  |
|                |                |                              |         | % votants  |         | % votants  |  |  |
| Blancs ou nuls | Blancs ou nuls | Blancs ou nuls               | 2 375   | 1,24 %     | 3 731   | 1,93 %     |  |  |
| Exprimés       | Exprimés       | Exprimés                     | 188 913 | 98,76 %    | 189 830 | 98,07 %    |  |  |